# Mattie Edwards Hewittová
Mattie Edwards Hewittová (nepřechýleně Hewitt; říjen 1869 – 1956) byla americká fotografka architektury, krajiny a designu, primárně působící na východním pobřeží. Zpočátku byla spojována s Frances Benjaminou Johnstonovou, která se později stala její milenkou a od roku 1909 s ní osm let žila a pracovala. Společně založily studio Johnston-Hewitt v New Yorku, které fungovalo od roku 1913 do roku 1917. Staly se dobře známé v oblasti architektonické a krajinářské fotografie a pořídily mnoho snímků slavných budov a zahrad, které označovaly textem: názvy „Slečna Johnstonová a paní Hewittová“ nebo „Frances Benjamin Johnstonová a Mattie Edwards Hewittová“.
Po rozpadu partnerství s Johnstonovou v roce 1917 začala Hewittová pracovat samostatně a proslavila se sama jako komerční fotografka. Založila své podnikání v oblasti fotografie se zvláštním zaměřením na fotografování pro designéry, architekty a zahradní architekty, zaznamenávání vnitřních a vnějších pohledů na domácnosti, obchodní domy a zahrady. V této profesi pokračovala až do své smrti v Bostonu v roce 1956.
Katalog díla fotografky s názvem Portrait of an Era in Landscape Architecture: The Photographs of Mattie Edwards Hewitt je k dispozici ve formě výstavy na Wave Hill v Bronxu v New Yorku.

## Životopis

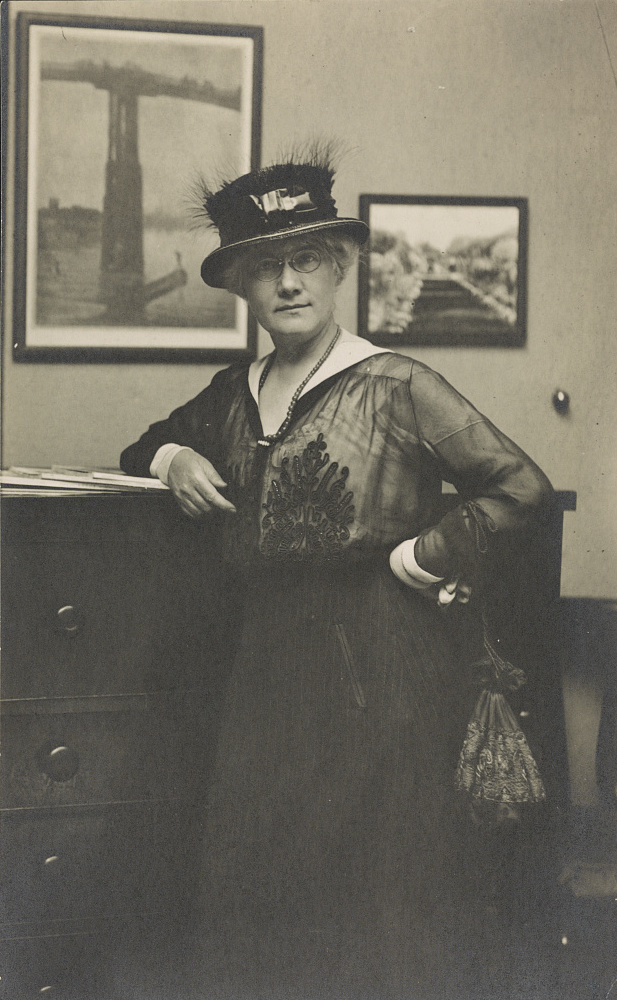
Mattie Edwards Hewittová

Mattie Edwards Hewittová se narodila v říjnu 1869 v St. Louis, Missouri, do rodiny střední třídy. Po absolvování studia umění se provdala za fotografa Arthura Hewitta. Jako jeho asistentka byla proškolena ve fotografické technice zahrnující zpracování snímků a tisk. Svou kariéru ve fotografii zahájila v malé provozovně v St. Louis, kde žila a učila se na schůzkách fotografických klubů a z fotografických časopisů, které na konci 19. století prosperovaly. Ovlivnil ji také článek o fotografii Frances Benjaminy Johnstonové, publikovaný v Ladies Home Journal. Její fotografie byly zpočátku zaměřeny na krajinu, její domácí prostředí včetně kuřat ve dvoře, kočky a psa.
Během návštěvy New Yorku v roce 1901, kde se zúčastnila Panamerické výstavy v Buffalu, se Hewittová setkala s Johnstonovou, tehdy slavnou fotografkou působící ve Washingtonu. Johnstonová zásadně ovlivňovala nejen fotografickou kariéru Hewittové, ale několik let také její osobní život. Stala se fanouškem Johnstonové a začala jí psát dopisy, v nichž hledala její pomoc profesionálně i osobně. Hewittová žádala o radu v několika věcech, včetně poskytnutí pracovní příležitosti pro jejího manžela u bratří Lumièrů, francouzských fotografů a vědců, v jejich nově otevřené kanceláři na východním pobřeží v New Yorku. Hledala u Johnstonové rady ohledně vytvoření temné komory v jejím domě, který postavil její manžel; tato temná komora se stěnami zpevněnými terakotovou keramikou měla dostatek polic a prostoru pro dvě osoby, aby zde mohly volně pracovat. V této temné komoře ateliéru svého manžela zvětšovala fotografie, které pořídila Johnstonová.
Korespondence obou žen, která byla většinou jednostranná, byla místy smyslná s prohlášením o její lásce k Johnstonové. Její dopisy Johnstonové jsou součástí knihy s názvem The Woman behind the Lens: The Life and Work of Frances Benjamin Johnston (Žena za objektivem: Život a dílo Frances Benjamin Johnstonové“ 1864–1952) Bettiny Berch, které rovněž obsahují „výměny milostných“ dopisů mnoha dalších tehdy slavných žen, například mezi Virginií Woolfovou a Vitou Sackville- Westovou, Eleanor Rooseveltovou a Lorenou Hickokovou, Ednou St. Vincent Millayovou a Edith Wynne Matthisonovou a Margaret Meadovou a Ruth Benedictovou. Jeden z Hewittových dopisů Johnstonové obsahoval text: „Zajímalo by mě, proč očekávám, že mi budete rozumět lépe než většině jiných lidí – je to proto, že vás tak miluji?“ Na základě těchto dopisů autor biografie tvrdí, že výměny byly „neochvějně lesbické... velmi upřímné“. Někteří vědci se však domnívají, že taková romantická výměna dopisů nebyla u ženy 19. století neobvyklá. Ale mnoho dalších má pocit, že takové dopisy jsou „vodítkem k větší lesbické subkultuře“.
Hewittová se poté v roce 1909 rozvedla se svým manželem Arthurem Hewittem a přestěhovala se do New Yorku, kde pracovala a žila s Johnstonovou. Po svém rozvodu byla životně závislá na profesionální fotografii a věnovala se jí s odhodláním a tvrdila, že „je to nejvíce fascinující umění“. Její fotografická kariéra byla „přechodem od amatérky v 19. století k profesionálce 20. století“, kdy došlo k výrazným inovacím ve fotografickém vybavení.

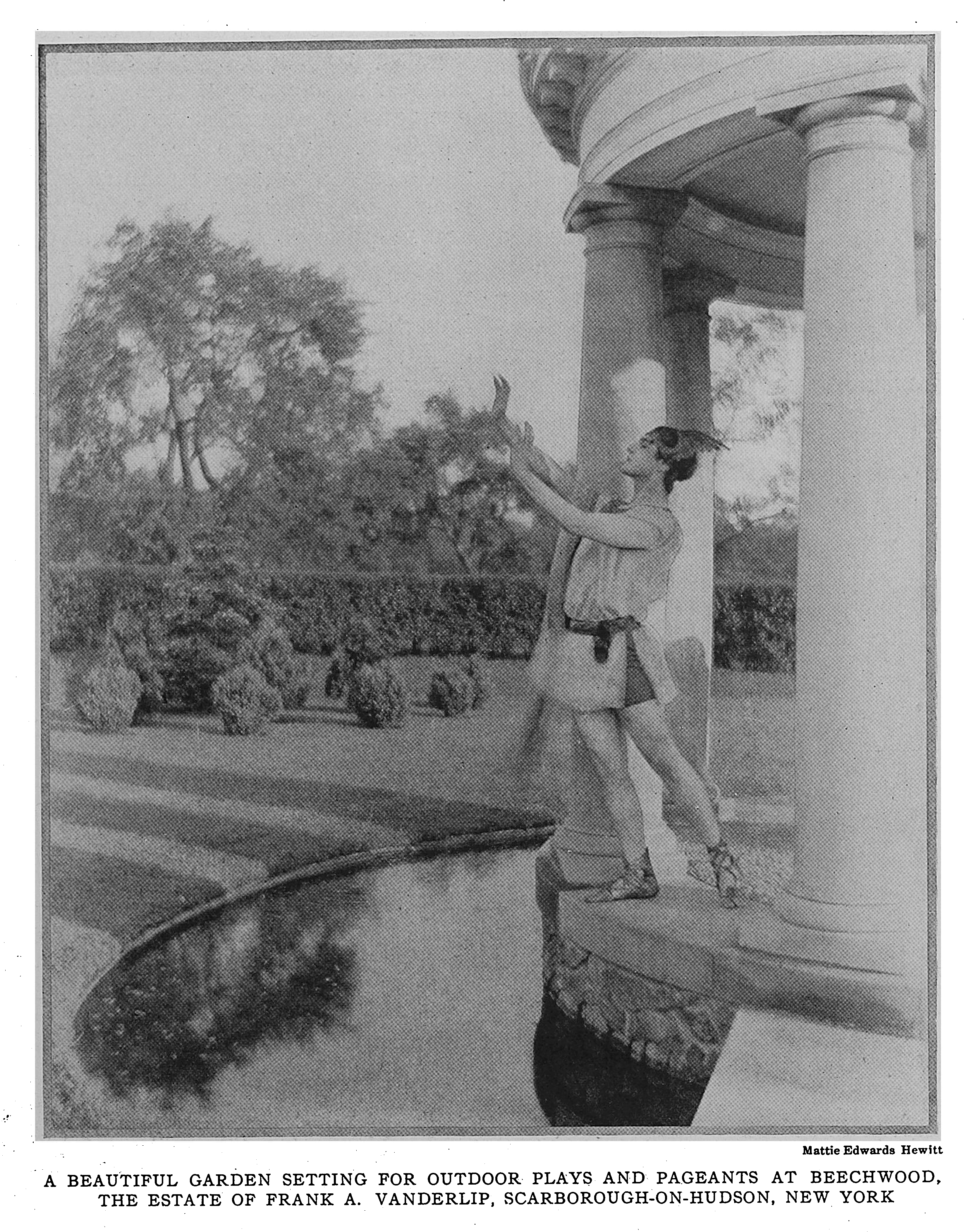
Beechwood Mansion, Art in Life

I když se v roce 1909 přestěhovala do New Yorku, teprve v roce 1913 založila ve spolupráci s Johnstonovou fotografickou firmu s názvem „Johnston-Hewitt Studio“ v New Yorku se specializací na architektonickou a zahradní fotografii. Zatímco Johnstonová zastávala primární úkol fotografování pro studio, Hewittová pracovala ve studiu jako asistentka temné komory. V této fázi byla závislá na Johnstonové jako své mentorce. Jejich partnerství se však v roce 1917 z neznámých důvodů rozpadlo. Hewittová vyvinula své vlastní profesionální dovednosti v oblasti fotografování domů a zahrad a osamostatnila se. Do této doby měla dobrou klientelu, aby mohla samostatně podnikat. Se svou kanceláří v New Yorku se stala fotografkou na volné noze a pořizovala fotografie domů a zahrad bohatých lidí z východního pobřeží. Na některých fotografických projektech s ní spolupracoval také její synovec Richard Averill Smith. Mnoho z těchto snímků bylo publikováno v novinách a časopisech spolu s články o sídlech v New York Times, Evening Post, House Beautiful, House & Garden a Garden Magazine.
V roce 1910 Hewittová pořídila fotografie Albert Boardman Estate v Southamptonu, které byly v roce 1912 publikovány v Southampton Times a znovu v roce 1916, čímž získala pozornost na její profesionální dovednosti. Na všech fotografiích, které pořizovala s těžkými dřevěnými fotoaparáty a dřevěnými stativy, pořídila pro klienty také další snímky, které nabízela jako součást článku novinám a časopisům ke zveřejnění. Rovněž udržovala kvalitně zdokumentovaný archiv negativů se jmény klientů, architektů a umístění. K úspěchu jí dopomohlo fotografování budovy Carrère &amp; Hastings, kteří doporučili její práci ostatním. Slovy Robina S. Karsona, autora knihy Fletcher Steele, Krajinný architekt: Zpráva o životě zahradníka, 1885–1971, byla Hewittová „jednou z nejznámějších a nejlyričtějších zahradních fotografek své doby.“ Hewittová pořídila fotografie dokumentující prostory pro Pařížskou výstavu v roce 1930. O těchto fotografiích se říkalo, že „z nich zářilo světlo odrážející se od leskloucích se kapek na vrbových lístcích“.

## Galerie

Samuel Knopf house, Lawrence, New York. Fountain.
Samuel Knopf house, Lawrence, New York. View from pergola.
Francis Burrall Hoffman house, Southampton, New York. Lily pool.
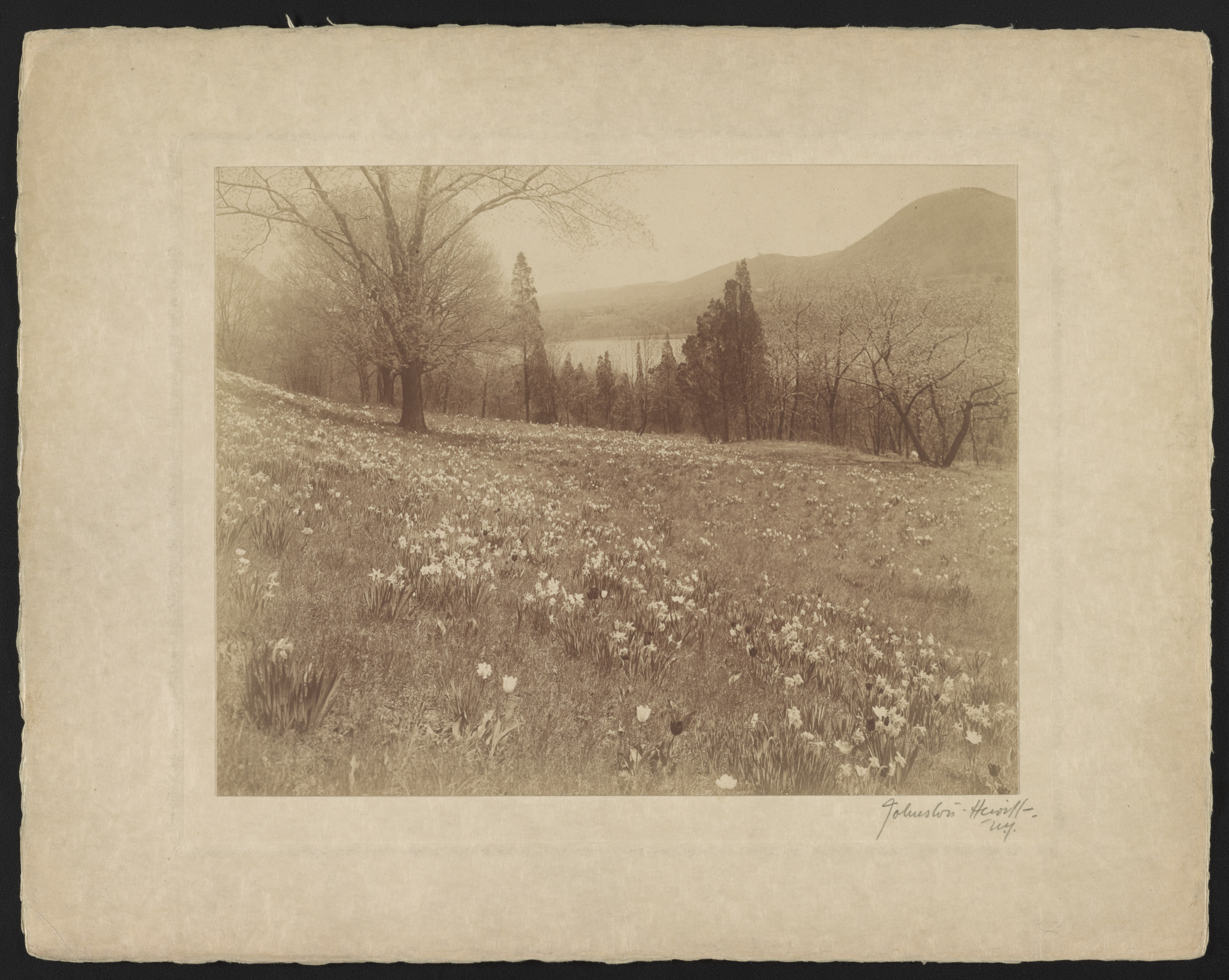
J. P. Morgan Estate, „Cragston,“ on the Hudson, N.Y.
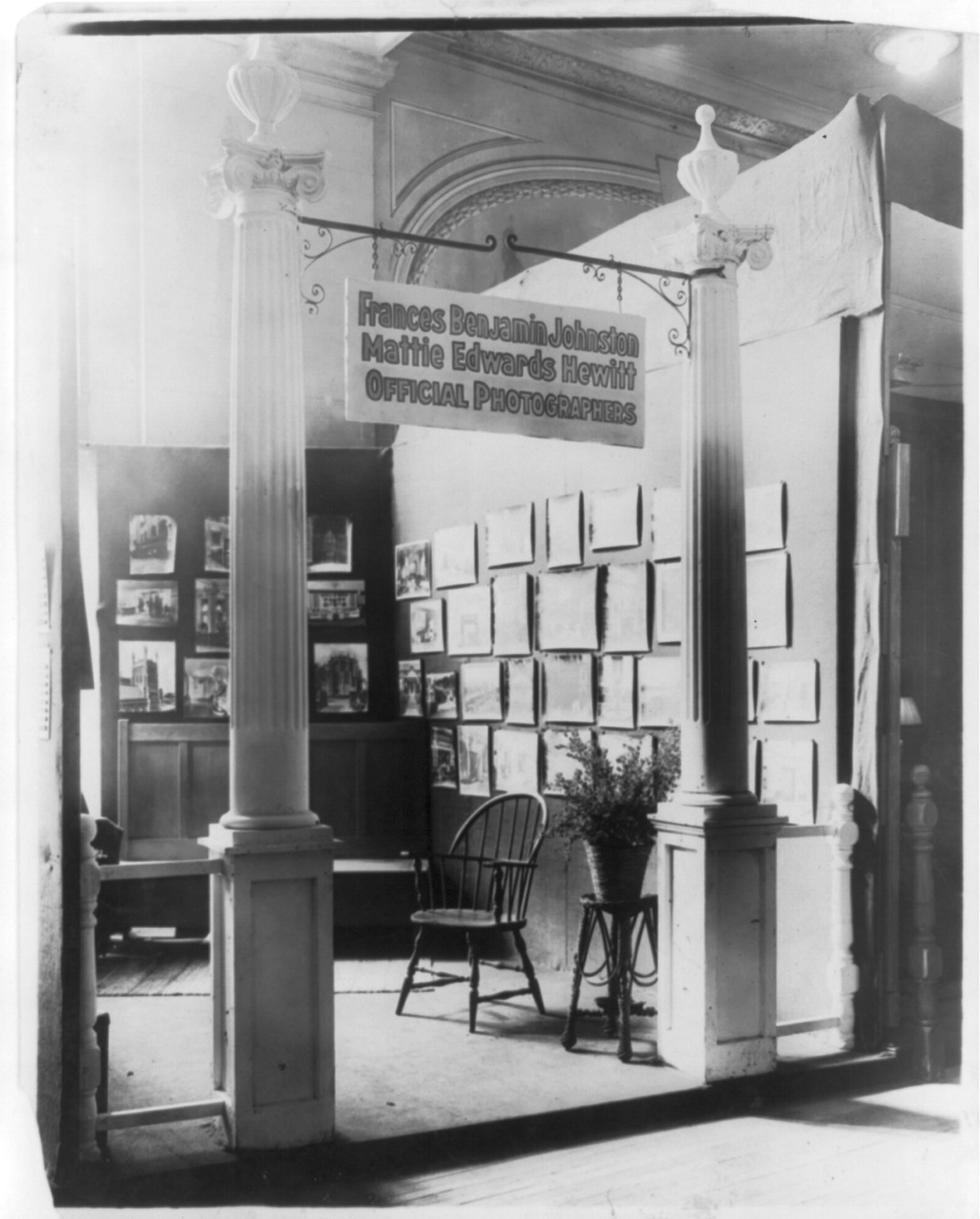
Exhibit display area for architectural photographs by „Frances Benjamin Johnston, Mattie Edwards Hewitt, Official Photographers“
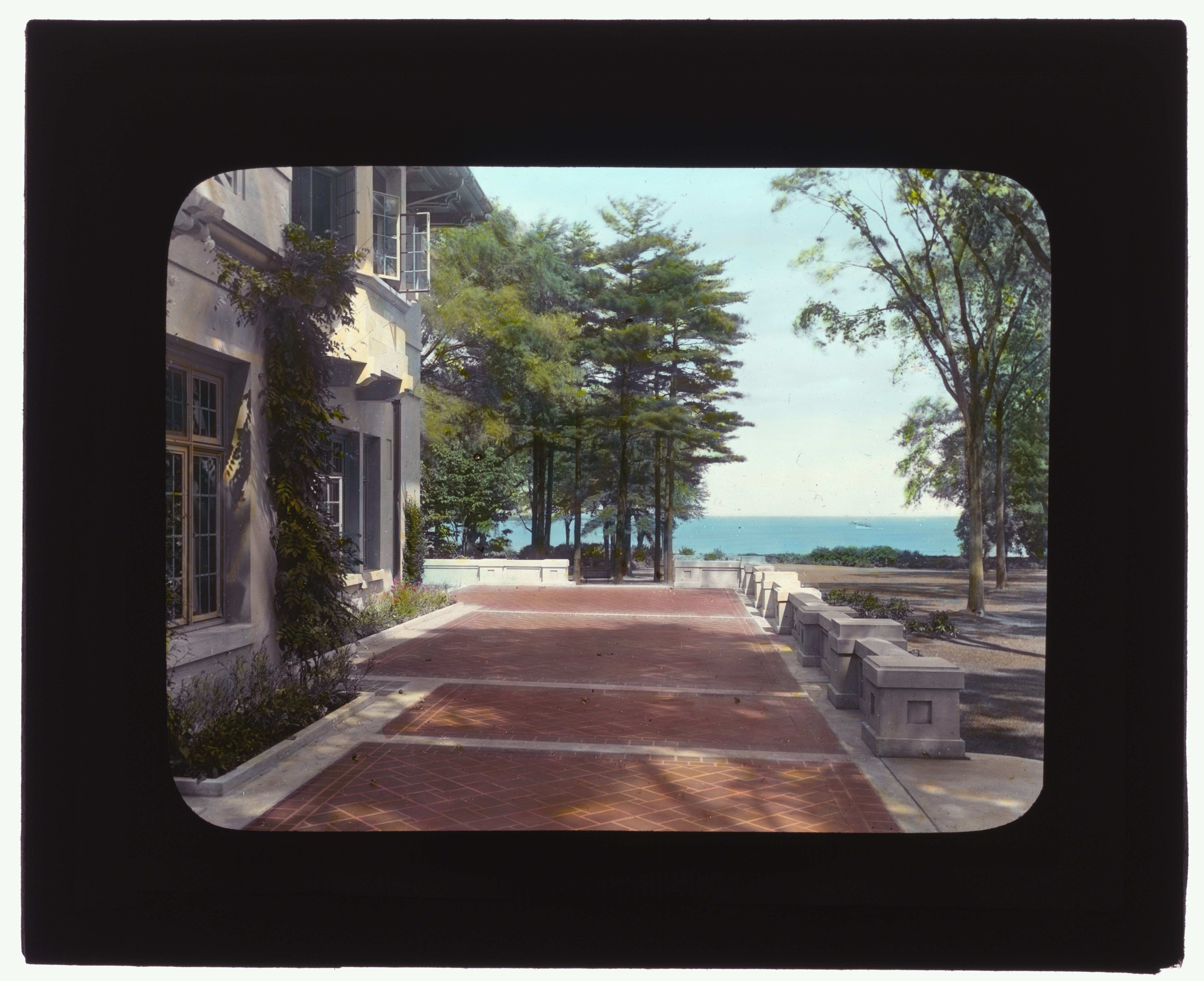
Arnold Schlaet house, Campo Point, Saugatuck, Connecticut. Terrace.
„Sylvester Manor,“ Cornelia Horsford house, Shelter Island, New York. Boxwood at pathway
„The Fens,“ Lorenzo Easton Woodhouse house, Huntting Lane, East Hampton, New York. Pathway from house
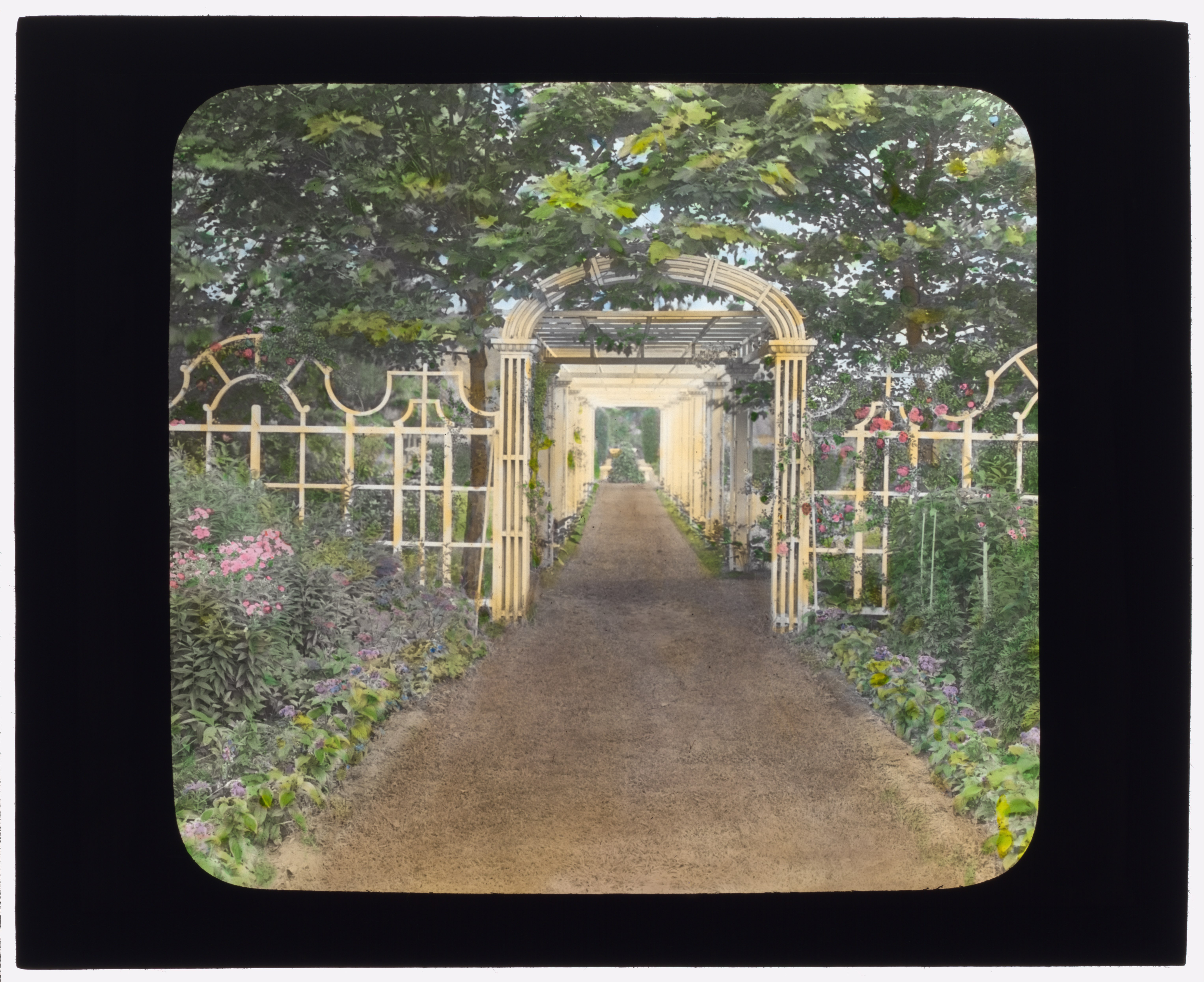
„The Fens,“ Lorenzo Easton Woodhouse house, Huntting Lane, East Hampton, New York. Pergola.
„Darena,“ George Barton French house, Southampton, New York. Flower garden